# Frechheit
Unter einer Frechheit wird im allgemeinen Sprachgebrauch eine Respektlosigkeit verstanden. Dazu zählt vor allem anmaßendes und unverschämtes Benehmen. Es ist hauptsächlich ein Vorwurf gegen Kinder, hat aber in älterer Literatursprache auch den Beigeschmack von Widersetzlichkeit (mit frechem Mut).

## Wortgebrauch
Der heutige Sinn von Frechheit hat sich erst im Neuhochdeutschen ausgebildet. Zuvor bedeutete im Althochdeutschen frech so viel wie „ungezähmt“, „begierig“ und erfuhr im Mittelhochdeutschen dann die Wandlung in vrech als „tapfer“, „kühn“, „lebhaft“, „keck“, „dreist“. Zeitweise wurde statt Frechheit auch der aus dem Französischen stammende Begriff Sottise (von frz.: sot = Narr) gebraucht, was in diesem Zusammenhang so viel wie Ungebührlichkeit, Tölpelei oder auch dummer Streich und beleidigende anzügliche Rede bedeutete. Zumutung ist laut Duden ein Synonym von Frechheit.
Seltener wird das Adjektiv frech auch als Kompliment für auffällige Äußerlichkeiten benutzt (Beispiel: „Sie haben da eine freche Frisur“).

### Frechdachs

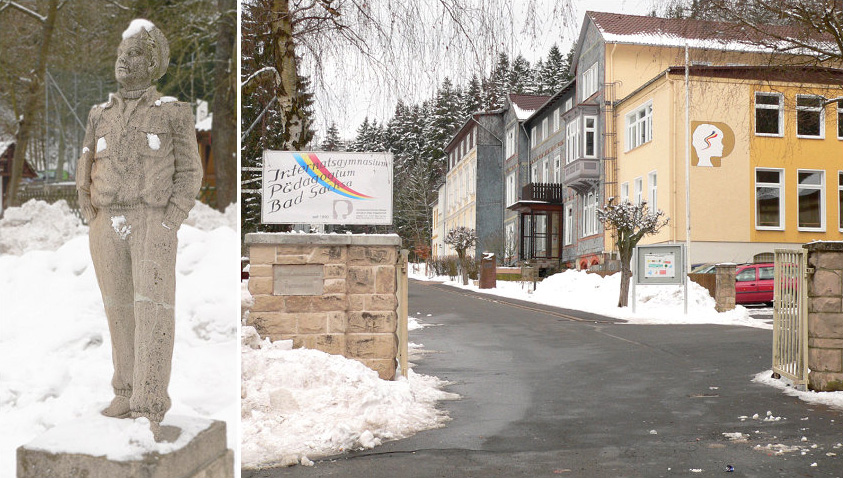
Internatsgymnasium Pädagogium und Schülerdenkmal „Frechdachs“ davor

Frechdachs ist ein Ausruf, der sich als Vorwurf oder leichte Beschimpfung insbesondere an Kinder und Jugendliche richtet, die sich „zu viel herausnehmen“. Doch kann er auch scherzhaft-billigend verwandt werden und findet sich im 21. Jahrhundert als eher liebevoll gemeinte Bezeichnung für Haustiere und Kinder.
Franz Harder vertritt die Ansicht, dass bei dem „vulgären Ausdruck Frechdachs nicht an den Dachs, sondern an den Dachshund, den Dackel zu denken ist“. Diese Auffassung ist auch in einer Veröffentlichung des Allgemeinen Deutschen Sprachvereins so zu finden.
Anderen Theorien zufolge geht der Ausdruck auf die Gewohnheit des Dachses zurück, wenn er Kinder hat, seinen Bau auch gegen größere Raubtiere zu verteidigen. „Frech“ wird hier in der alten Bedeutung von „mutig“ gebraucht.
Die Herkunft des Frechdachses könnte auch einfach nur eine Latein-Eselsbrücke sein, nämlich „audax“ (Adjektiv) für ‚frech‘ („frechdax“), wie beispielsweise „clam“ (Adjektiv/Adverb) für ‚heimlich‘, woraus sich „klammheimlich“ entwickelte.
Vor dem Internatsgymnasium Pädagogium in Bad Sachsa steht das Schülerdenkmal Frechdachs.